# Wilhelm Heun
Wilhelm Heun (Herborn, 23 maggio 1895 – Gottinga, 21 settembre 1986) è stato un generale tedesco della Wehrmacht durante la seconda guerra mondiale.

## Biografia
Heun si unì come volontario all'11º battaglione cacciatori dell'Assia. Durante la prima guerra mondiale prestò servizio dall'8 ottobre 1914 nel 24º battaglione dei cacciatori di riserva e dal gennaio 1915 nel 28º reggimento di fanteria renano, dove fu promosso tenente il 30 maggio 1916. Dopo essere stato promosso a comandante di compagnia nell'ultimo anno di guerra, fu dimesso dall'esercito il 7 dicembre 1918. Nel 1919, frequentò dapprima il Politecnico di Darmstadt e poi la facoltà di economia, studiando successivamente scienze sociali all'Università di Francoforte sul Meno. Il 1º maggio 1934 entrò nel Reichswehr tornando in servizio attivo come capitano nello staff del 15º reggimento di fanteria.
All'inizio della seconda guerra mondiale, venne nominato comandante del 2º Battaglione del 471º reggimento di fanteria nella 251ª divisione di fanteria.
Nel novembre 1939 divenne comandante di battaglione nel 116º reggimento di fanteria della 9ª divisione di fanteria, schierato sul fronte francese. Promosso tenente colonnello il 1º giugno 1940, venne trasferito al fronte orientale nel 1941 dove il suo reggimento fu schierato nel sud dell'Unione Sovietica. Il 22 marzo 1942 gli fu dato il comando del 435º reggimento di fanteria della 215ª divisione di fanteria.
Il 1º aprile 1942 venne promosso colonnello ed il 23 ottobre ricevette la croce tedesca in oro. L'11 gennaio 1943 venne posto in riserva e colse l'occasione per frequentare un corso di formazione come comandante di divisione. A partire dal 1º marzo 1944, il tenente generale Theodor Scherer gli affidò la guida dell'83ª divisione di fanteria, spingendo per la sua promozione a maggiore generale. Heun si congedò dall'esercito nell'agosto del 1944. Il 9 novembre 1944, Heun tornò ad ogni modo in servizio e venne promosso tenente generale e insignito della croce di cavaliere della croce di ferro il 9 dicembre 1944. Le sue truppe subirono pesanti perdite quando uscirono dalla tasca di Graudenz. Cedette il suo comando il 28 marzo 1945 a Maximilian Wengler e passò nuovamnete in riserva.
Il 5 aprile 1945 venne infine nominato comandante della divisione di fanteria Schlageter, da poco costituita con membri del RAD, inizialmente subordinata alla 12ª armata ed operante nell'area a ovest di Potsdam e dal 26 aprile al il gruppo dell'esercito Blumentritt. Venne quindi schierato presso il lago Müritz contro le forze dell'Armata Rossa.
Il 3 maggio 1945, Heun cadde prigioniero coi suoi uomini dei soldati americani presso Meclemburgo. Dopo il suo rilascio, il 10 luglio 1947 si ritirò a Gottinga dove morì nel 1986 all'età di 91 anni. Venne sepolto nella tomba della famiglia Meckel nel cimitero della città di Göttinga.